# Tivyna
Tivyna là một chi nhện trong họ Dictynidae.